# Niclas Morén
Niclas Morén, född 22 februari 1979 i Hedemora, är en svensk före detta innebandyspelare som spelat i danska mästarklubbarna Herlev FC och Københavns FK samt i IBK Landskrona. Han tvingades avsluta proffskarriären blott 22 år gammal efter att ha råkat ut för ett tiotal hjärnskakningar.